# مسينة

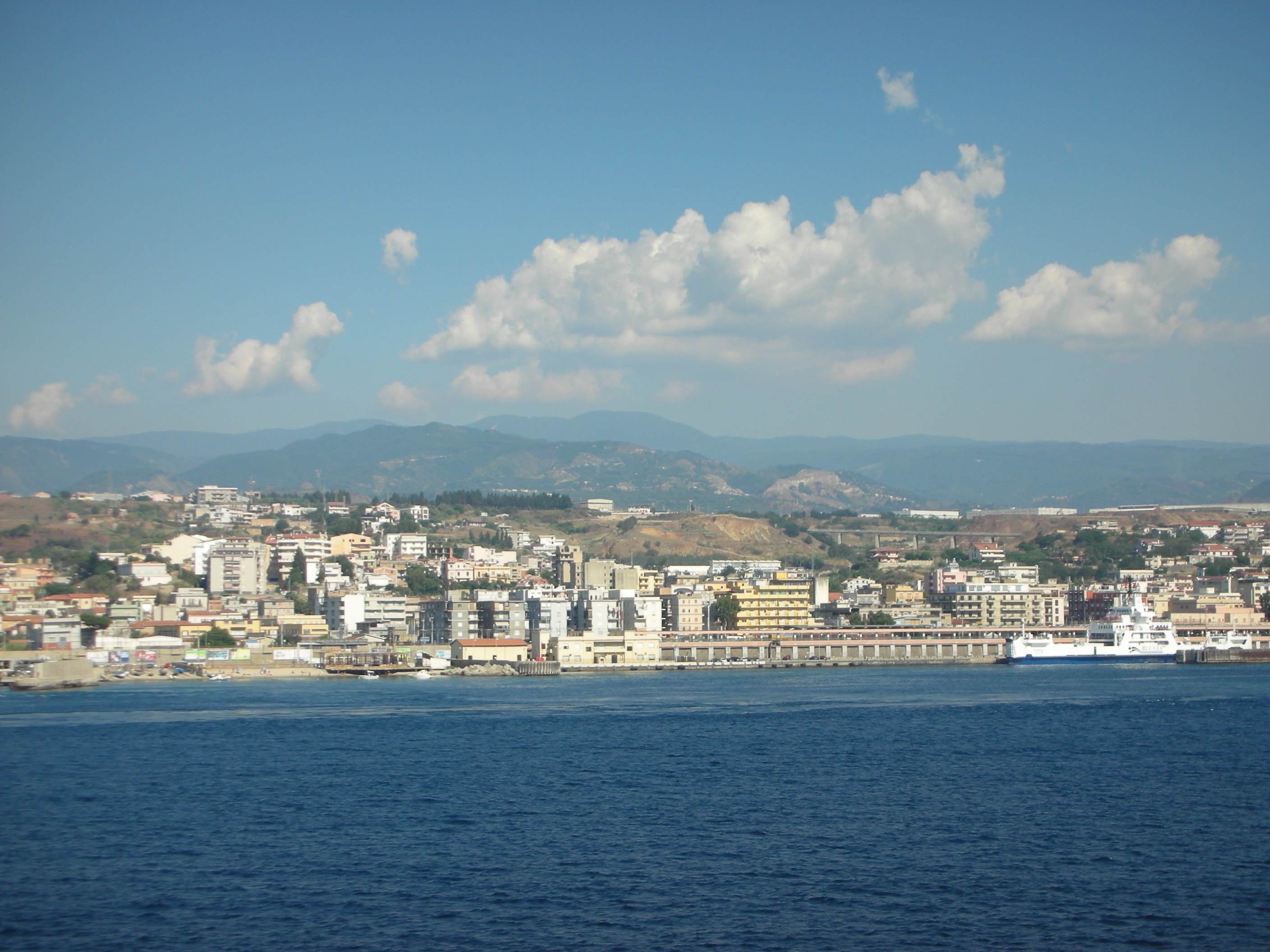
مسينة

مَسِّينَةُ أو مسّينى (بالإيطالية: Messina)‏ مدينة إيطالية في جزيرة صقلية، على شاطئ المضيق المعروف باسمها مضيق مسينة، وهي ثالث أكبرها مدن صقلية، وعاصمة مقاطعة مسينة، وهي ثالث أكبرها مدنها، تعرف ب باب صقلية وقد ضربها زلزالين مدمرين الأول عام 1783 م والثاني عام 1908 م فضلا عن تعرضعا لقصف الحلفاء عام 1943 م وفي كل مرة يعاد بناءها، ميناءها أحد أكبر الموانئ في البحر المتوسط، كما أنها مركز سياحي وزراعي تجاري وصناعي وبها جامعة عريقة تأسست عام 1548 م، سكانها 247.592 نسمة.

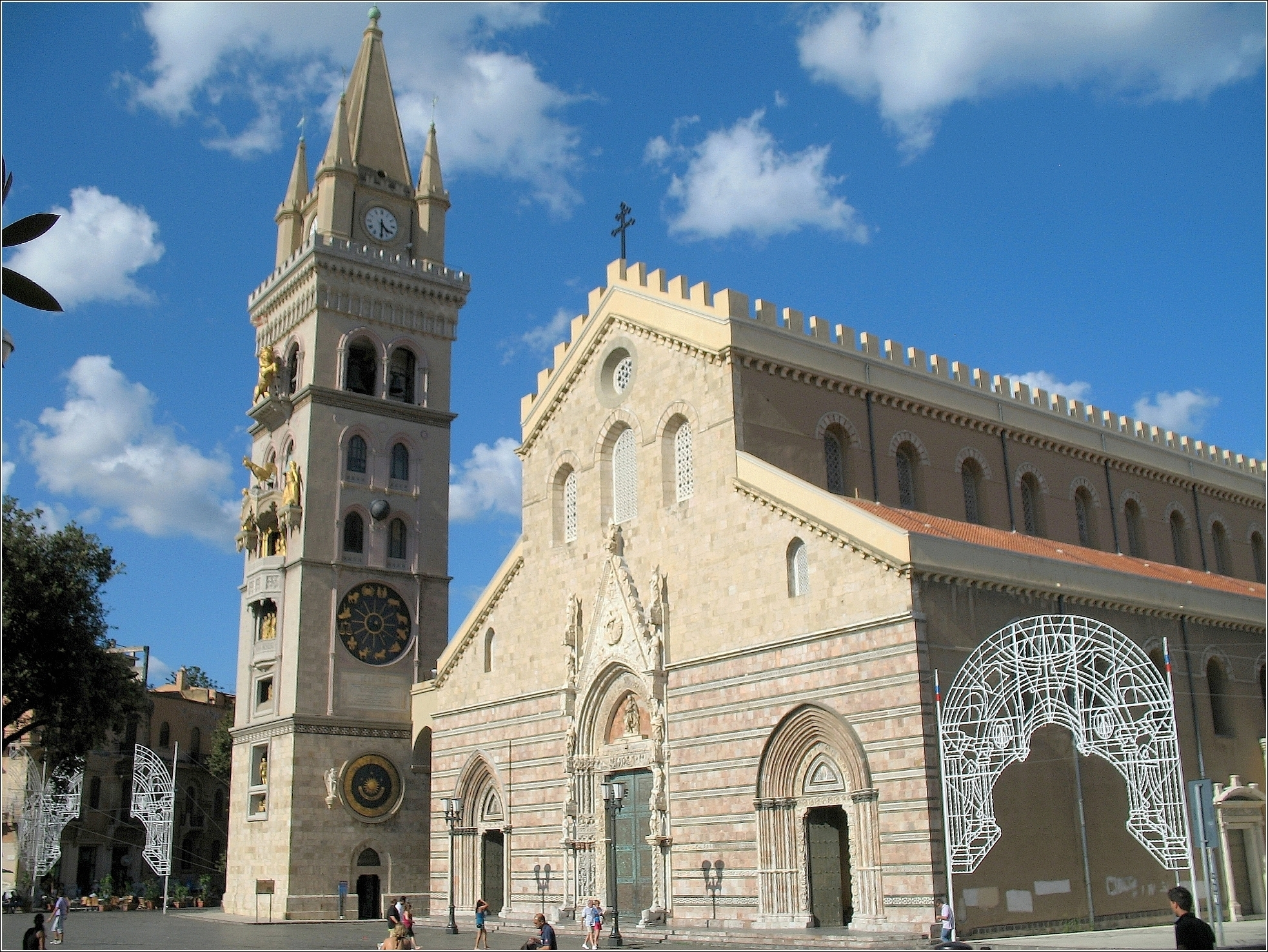
Cathedral Messina (2009

## السكان
في سنة 1861 بلغ عدد السكان 104٬036 نسمة، وتطور العدد ليصل في سنة 2011 لـ 243٬262 نسمة.
يظهر هذا المخطط البياني تطور النمو السكاني لـ مسينة

## الجغرافيا

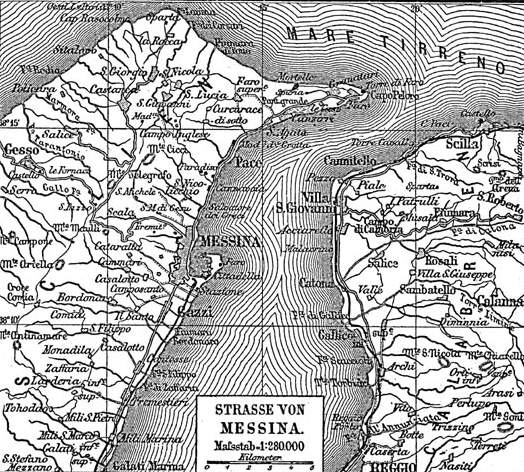
مسينة ومضيقها

تقع مسينة على الزاوية الشمالية الشرقية لجزيرة صقلية، على الضفة الغربية لمضيق مسينة، ترتفع على مستوى سطح البحر بثلاثة أمتار، مساحتها حوالي 212 كيلومتر مربع، وموقعها تحديدا عند دائرة 38 شمالا وخط طول 15 شرقا، تبعد عن كاتانيا 90 كم، و 230 كم عن باليرمو، محصورة بين جبال بيلوريتانيا وساحل البحر الأيوني مطلة عليه بميناءها الكبير الطبيعي التجاري والعسكري المغطى بشبه جزيرة صغيرة عند أقصى شمال شرق صقلية، وتميل مسينة نحو الشمال أكثر بقليل من ردجو كالابريا المقابلة.
مسينة مركز لمنطقة زراعية، تنتج الحمضيات والفواكه والخضروات والنبيذ.

## التاريخ

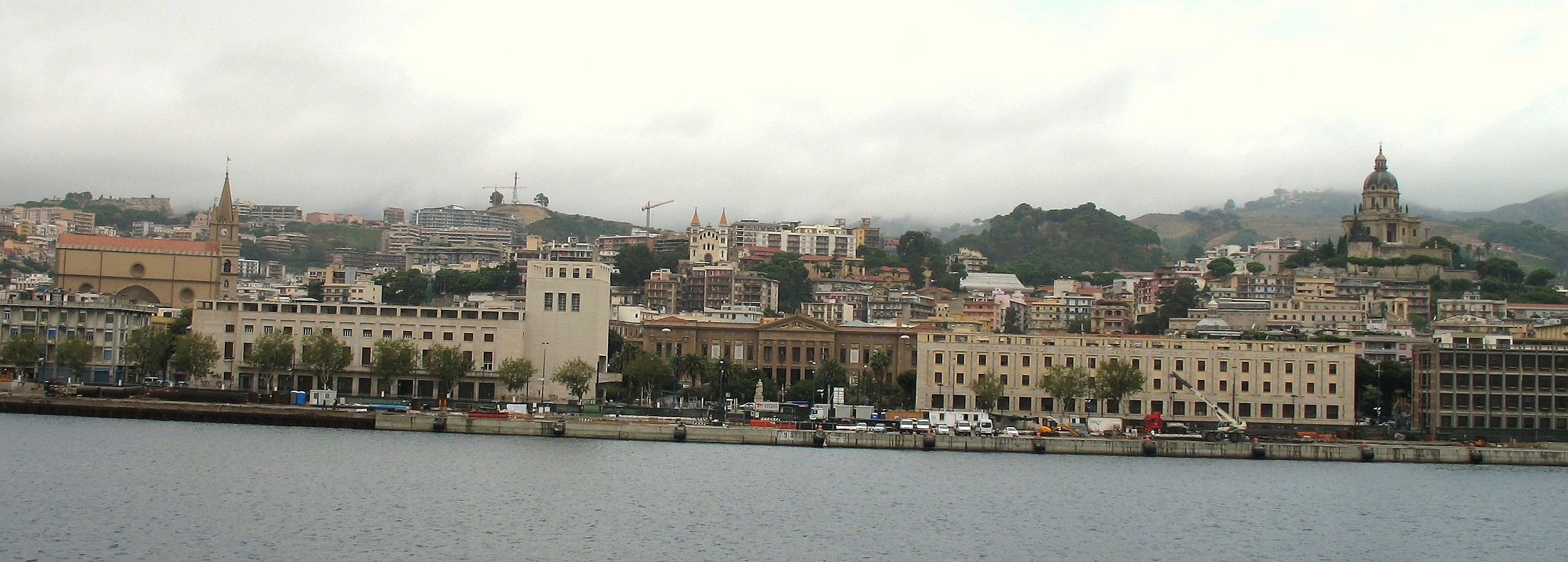
Messina

تأسست على يد المستوطنين اليونانيين في القرن الثامن قبل الميلاد، وكانت تسمى زانكلي Zancle (منجل) لأنه الشكل الطبيعي للميناء. (الدرج المؤدي إلى الميناء إلى يومنا هذا يسمى سكاليتا زانكليا). في أوائل القرن الخامس قبل الميلاد، أعاد اناكيلاس تسميتها إلى Messene ميسيني تكريما لمدينة ميسيني اليونانية. احتلت المدينة في 396 قبل الميلاد من القرطاجيين، ثم من قبل ديونيسيوس الأول من سيراقوسة.
في عام 240 قبل الميلاد استولى الماميرتينيون عن طريق الغدر وقتلوا جميع الرجال وأخذوا النساء كزوجات لهم. أصبحت المدينة القاعدة التي اجتاحوا بها الأرياف، مما أدى إلى نزاع إقليمي مع إمبراطورية سيراقوسة الأخذة في التوسع. ألحق طاغية سيراقوسة هيرو الثاني الهزيمة بماميرتينيين قرب ميلاتسو وحاصر مسينا. ساعدت قرطاج الماميرتينيين بسبب نزاع الذي طال امده مع سيراقوسة من أجل الهيمنة على صقلية. عندما هاجم هيرو مرة ثانية في 264 قبل الميلاد، التماس ماميرتينيون التحالف مع روما امل في الحصول على الحماية. ورغم أنها كان مترددة في مساعدة الآخرين خشية تشجيع جماعات المرتزقه على التمرد، فإن روما لا تريد ان ترى القرطاجيين ينشرون سلطانهم على مزيد من الأرض في صقلية وإيطاليا. فدخلت روما في تحالف مع ماميرتينيين. في 264 قبل الميلاد، انتشرت القوات الرومانية في صقلية، أول مرة ينشط الجيش الروماني خارج شبه الجزيرة الإيطالية.

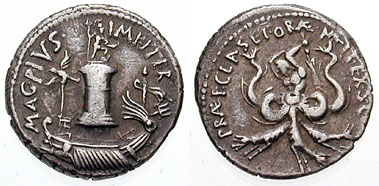
نقود من عهد سكستوس بومبيوس

في نهاية الحرب البونيقية الأولى كانت المدينة الحرة المتحالفة مع روما. في زمن الرومان في مسينا، والمعروفة آنذاك ميسانا كان يوجد المنارة هامة. ميسانا تعتبر قاعدة لسكستوس بومبيوس، خلال حربه ضد اوكتافيان.
بعد سقوط الامبراطورية الرومانية، ظفرت بها تباعا القوط، ثم الامبراطورية البيزنطية في عام 535 والعرب عام 842، والنورمان عام 1061 من قبلالاخوين روبرتو غويسكاردو وروجر غويسكاردو (بعد ذلك الأول روجر كونت صقلية). في عام 1189توقفت مسيرة الملك الإنكليزي ريتشارد الأول من إنكلترا في مسينا في نحو الأرض المقدسة وسرعان ما احتلت المدينة بعد خلاف على مهر اخته التي تزوجت وليم الثاني من صقلية.

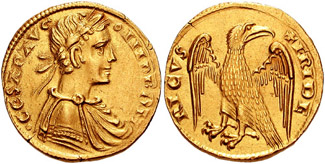
أغوستالي فريدريك الثاني صكت في مسينا عام 1231

كانت مسينا على الأرجح المرفأ الذي تسلل منه وباء الطاعون الأسود إلى أوروبا في العصور الوسطى (1347): عن طريق سفن جنوة القادمة من يافا في فلسطين. عام 1548 أسس سانت إنغناتيوس هنا أول كلية يسوعية في العالم والتي نشأ عنها لاحقا Studium Generale (جامعة مسينا الحالية).
السفن التي كسبت معركة ليبانتو (1571) غادرت من مسينا: المؤلف الأسباني سيرفانتيس الذي شارك في معركة عولج لبعض الوقت في المستشفى الكبير. بلغت المدينة ذروتها في أوائل القرن السابع عشر، تحت السيطرة الأسبانية: في الوقت الذي كانت واحدة من أكبر عشر مدن في أوروبا. عام 1674 تمردت المدينة ضد الحامية الأجنبية. واستطاعت ان تبقى مستقلة لبعض الوقت، بفضل مساعدة من الملك الفرنسي لويس الرابع عشر، ولكن في عام 1678 مع سلام نيجميجن استعادها الأسبان: الجامعة ومجلس الشيوخ وكافة الامتيازات الحكم الذاتي التي كانت يتمتعون بها منذ عصر الرومان قد الغيت. بنى المحتلون قلعة ضخمة، ومنذ ذلك الوقت بدأت مكانة مسينا في التراجع.

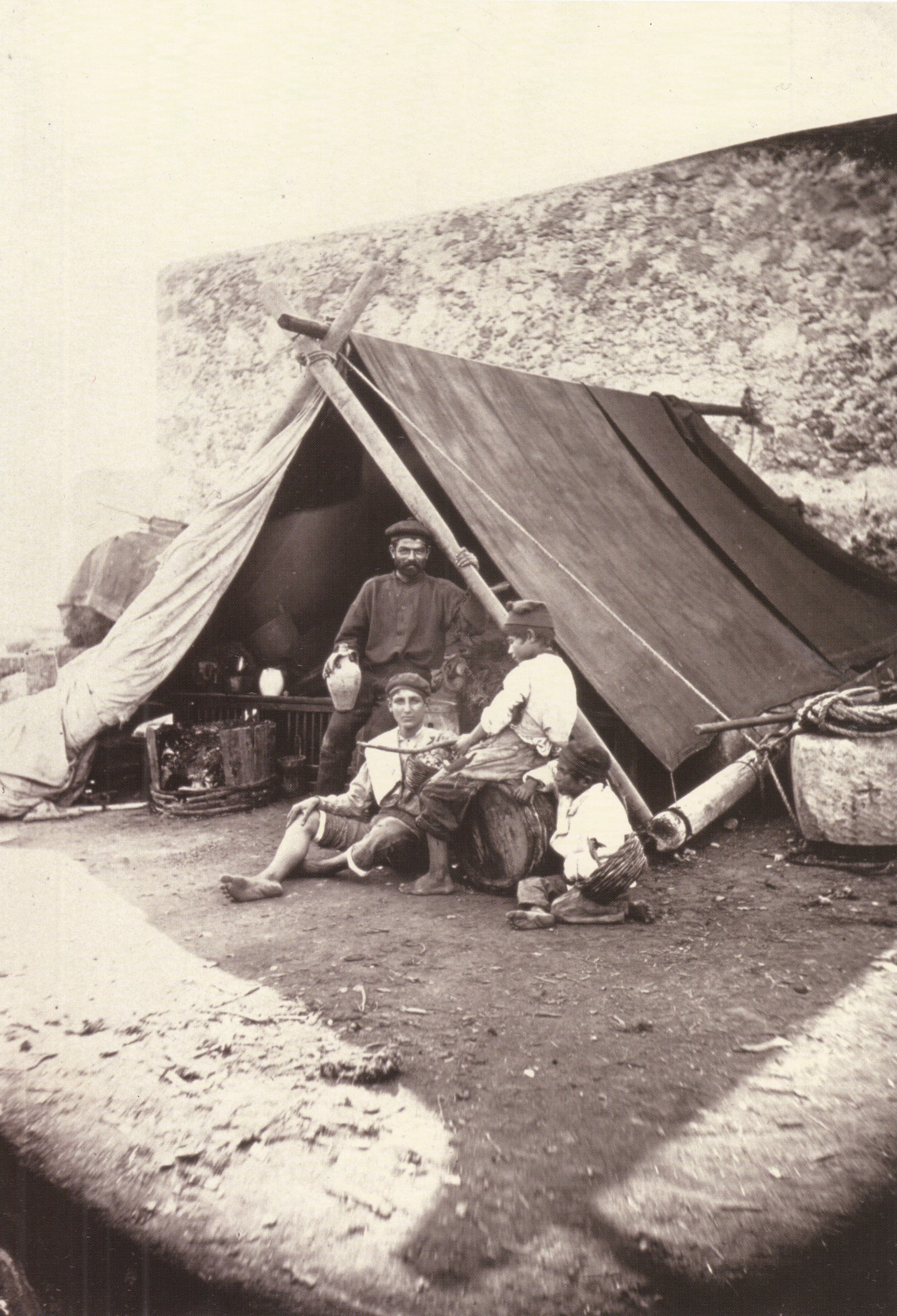
مخيم للناجين من الزلزال 1908 م

في عام 1847 وكانت واحدة من أولى المدن في إيطاليا التي اندلعت فيها الأعمال المطالبة بالوحدة. في عام 1848 أصبح التمردت صريحا ضد عائلة بورون الحاكمة، ولكنها قمعت بشدة مرة أخرى. فقط في عام 1860، بعد معركة ميلاتسو، استطاعت قوات غاريبالدي تحرير المدينة. ومن أهم أبطال توحيد إيطاليا جوزيبي ماتسيني، انتخب نائبا في مسينا في الانتخابات العامة لعام 1866.
صباح يوم 28 كانون الأول / ديسمبر 1908 دمرت المدينة بالكامل تقريبا من زلزال وأمواج تسونامي وادى إلى مقتل نحو 60,000 شخصا وتدمير معظم البنية القديمة. تم إعادة بناء المدينة إلى حد كبير في السنة التالية، وفقا لخطة رشيدة وأكثر عصرية. اضاف القصف الجوى الأمريكي عام 1943 مزيدا من الاضرار الضخمة، مما تسبب في مقتل الآلاف. ثم اكتسبت المدينة القلادة الذهبية العسكرية والمدنيه لشجاعتهه في ذكرى هذا الحدث وما تلاه من جهود إعادة الاعمار.
و عقد في مسينة في حزيران / يونية 1955 ممؤتمر وزراء خارجية دول أوروبا الغربية والذي أدى إلى إنشاء المجلس الاقتصادي الأوروبي.

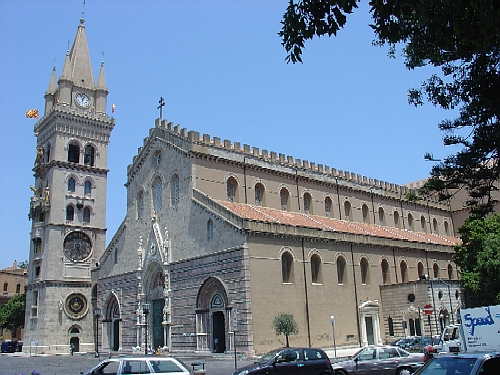
الكاتدرائية
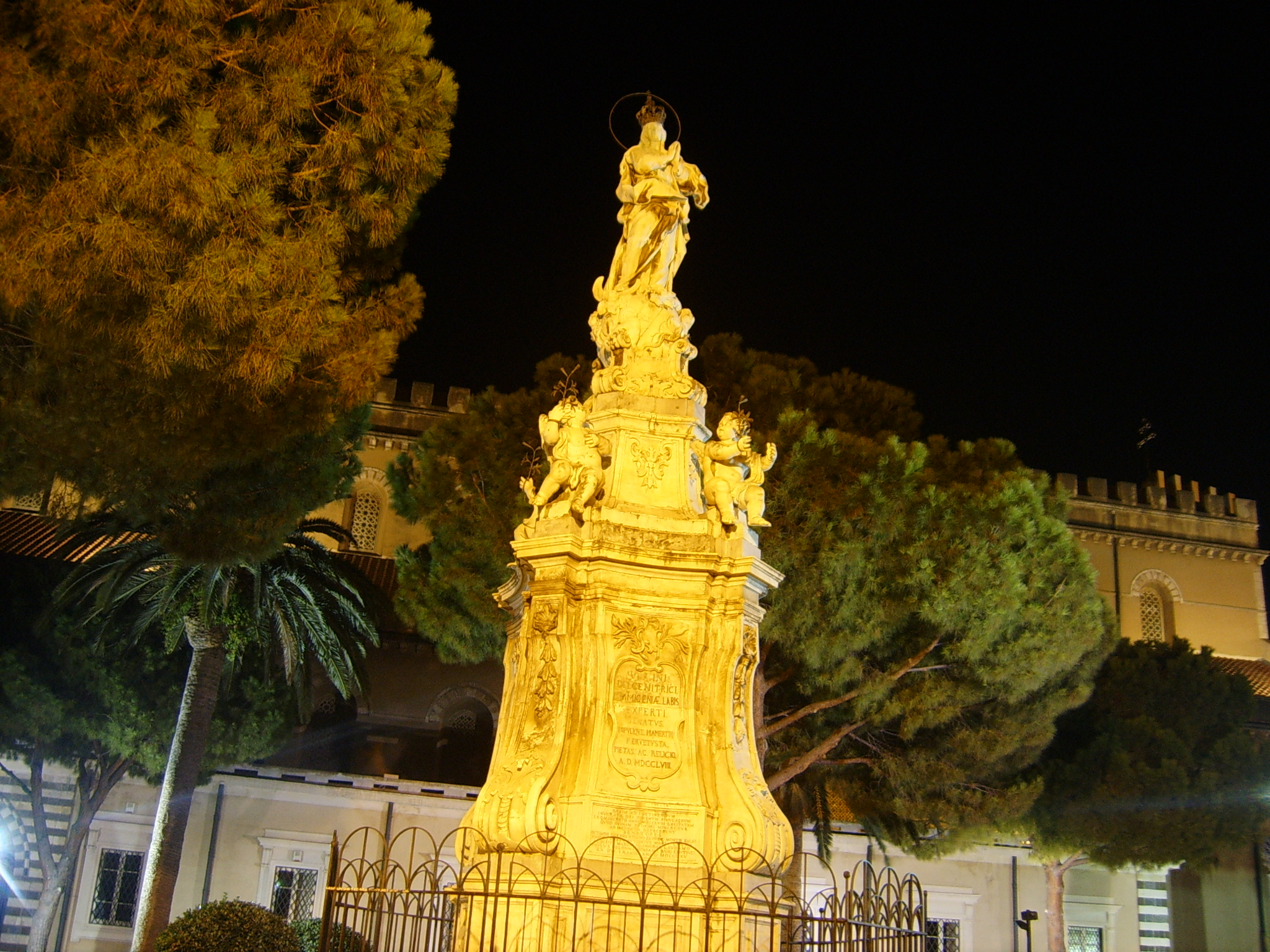
تمثال سلطانة الحبل بلا دنس النصراني
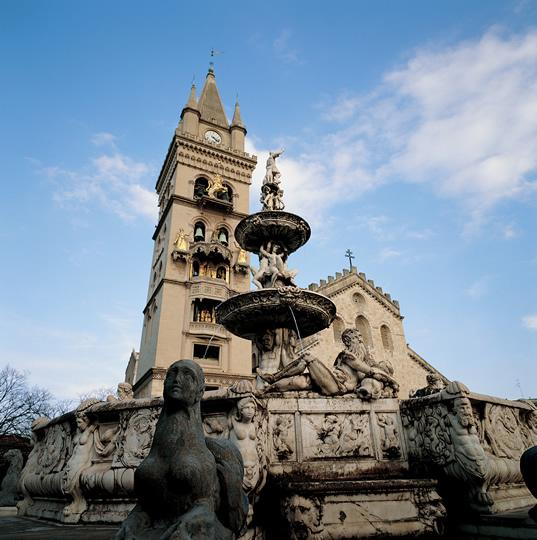
فافورة أوريوني أمام الكاتدرائية
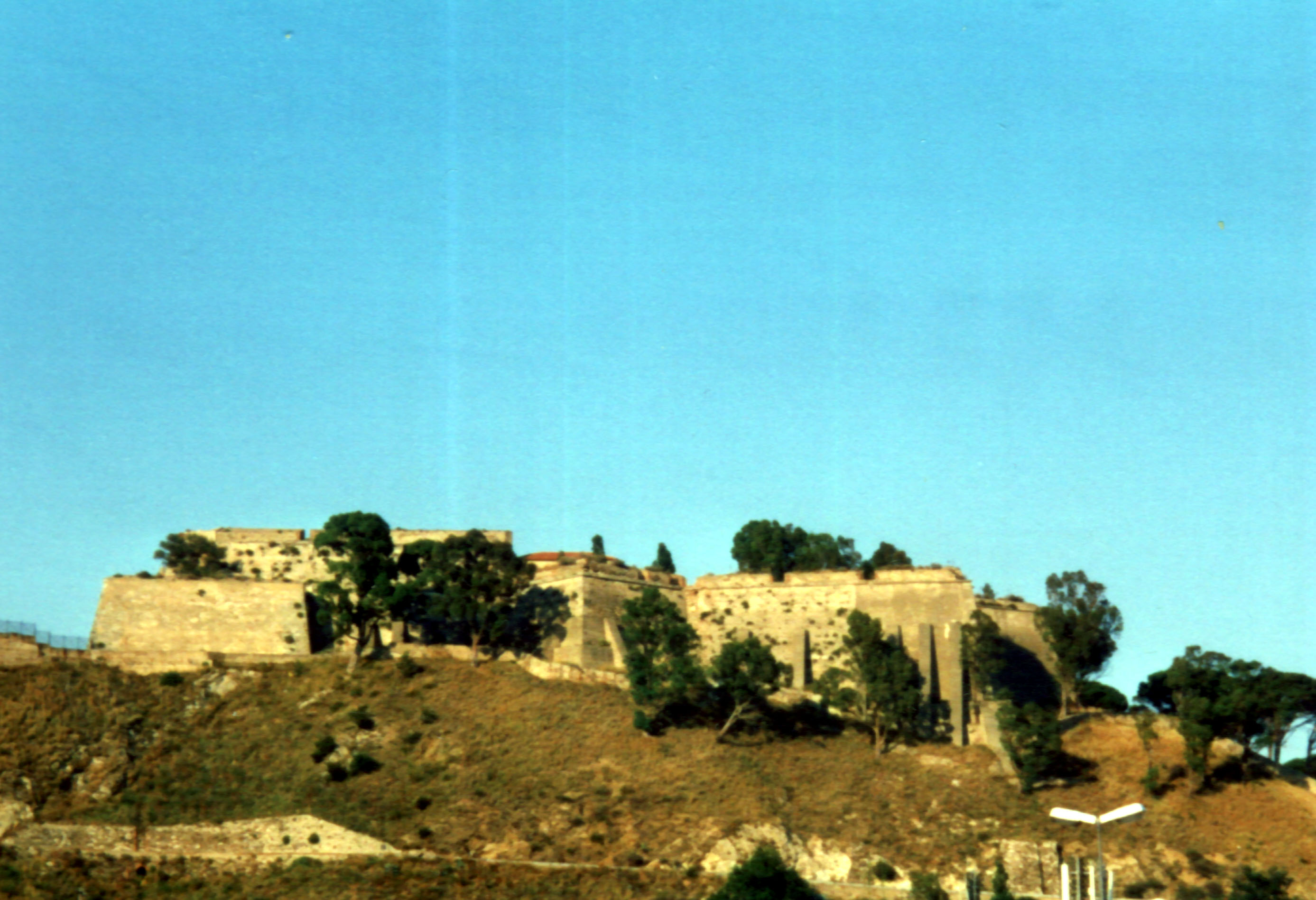
تعليق
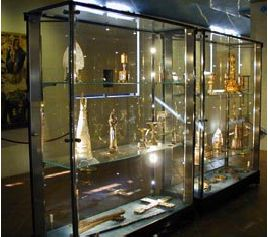
معرض لكنور الكنيسة
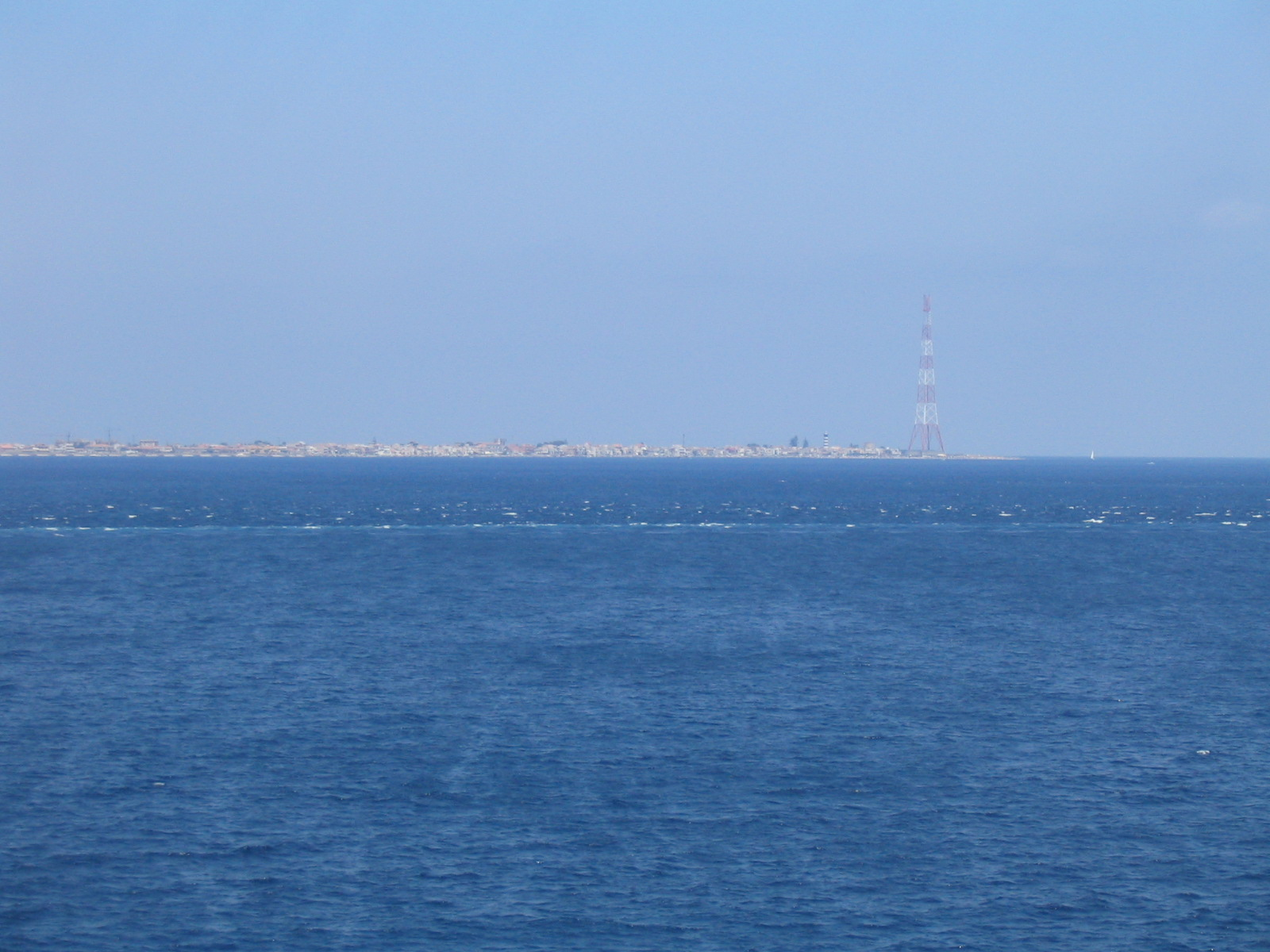
رأس بيلورو
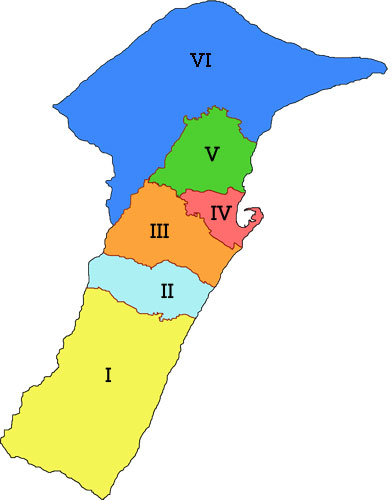
تقسيم مسينة وضواحيها
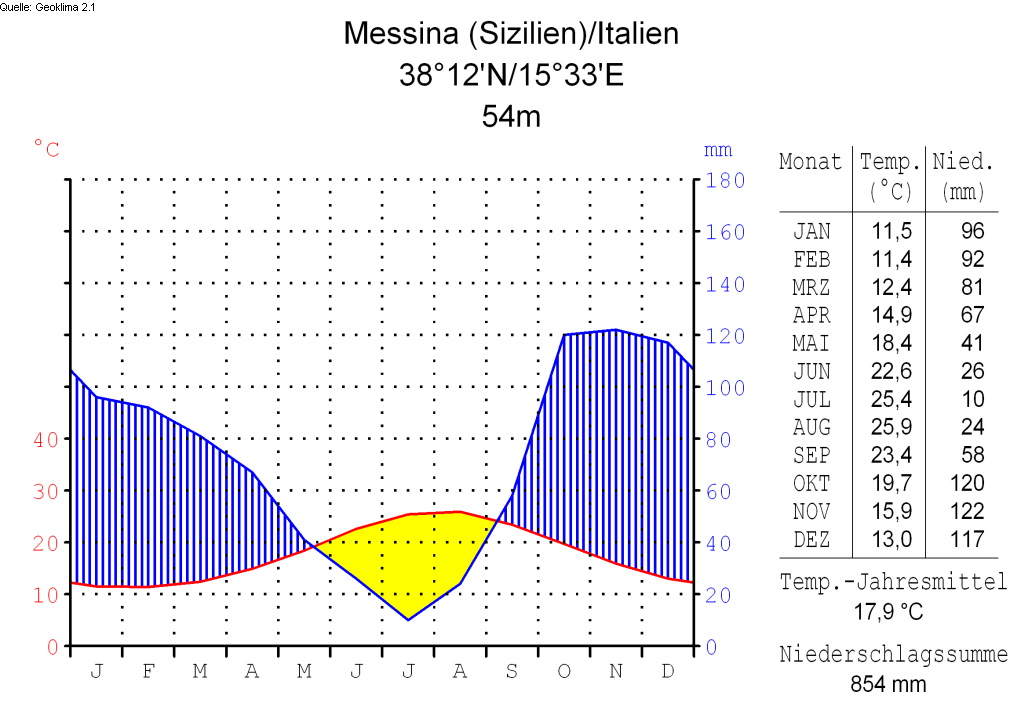
تعليق
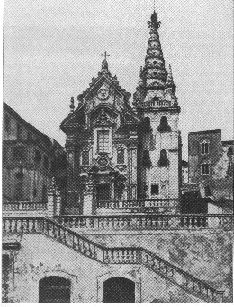
كاتدرائية سان جورجو
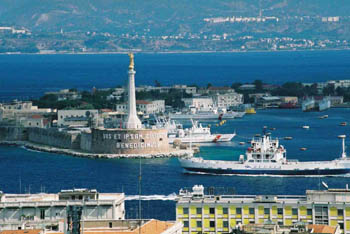
ميناء مسينة